# Liuben, Plovdiv
Liuben (în bulgară Любен) este un sat în comuna Săedinenie, regiunea Plovdiv,  Bulgaria. 

## Demografie
Componența etnică a satului Liuben
     Bulgari (78,26%)
     Romi (18,94%)
     Nicio identificare (1,86%)
     Altele (0,93%)
La recensământul din 2011, populația satului Liuben era de 322 locuitori. Din punct de vedere etnic, majoritatea locuitorilor (78,26%) erau bulgari, cu o minoritate de romi (18,94%). Pentru 1,86% din locuitori nu este cunoscută apartenența etnică.